# Fernando Martínez (baloncestista uruguayo)
Fernando Martínez (9 de diciembre de 1979 en Montevideo, Uruguay) es un jugador de baloncesto uruguayo. Actualmente se encuentra en Urupan. Con 1,71 metros de altura juega en la posición de base.

## Trayectoria deportiva
Las formativas las hizo en Montevideo B.B.C dónde debutó en primera jugando de buena manera el Federal de Segunda A en 1999 y 2000. Luego pasó a Goes. En el primer año no tuvo un rol importante en el equipo, ingresaba desde el banco y con pocos minutos dentro de la cancha, sin embargo en su segundo año en Goes empezó a demostrar su buen juego y terminó la temporada promediando 15.8 puntos en 26 partidos, en el 2003 emigró al básquetbol español donde jugó en el Otero Cambados pero su situación fue similar a la del primer año como profesional, en el 2004 vuelve al baloncesto uruguayo defendiendo la camiseta de Aguada donde tuvo un muy buen año siendo semifinalista y promediando 13.7 puntos, 3.5 rebotes y 4.1 asistencias en 39 partidos, en el 2005 siguió jugando en Aguada y repitió su buen rendimiento dentro de la cancha llegando a instancias de final perdiéndola contra Trouville, en el año 2006 juega su primera temporada en el Club Malvín donde fue un titular indiscutido y llevó al equipo a alzar su primer título en primera el "Enano" promedio 21.3 puntos, 2.6 rebotes y 4.4 asistencia en 45 partidos además esa temporada fue reconocido como el mejor jugador de la liga, sus rendimientos se mantuvieron y eso le permitió que en el 2007 en su segunda temporada consecutiva en Malvín fuera llamado para jugar en la selección Uruguaya en los panamericanos donde consiguió la medalla de bronce, en el 2008 su desempeño cayo pero tuvo una excelente temporada también con Malvín en la liga uruguaya y en la Liga Sudamericana, ese mismo año tuvo un periodo corto donde jugó en Venezuela defendiendo a los Guaros de Lara pero al siguiente año volvió a Malvín para ser protagonista una vez más de la liga llegando a la final y siendo figura del equipo playero, ese año fue derrotado por Defensor Sporting, en el 2010 se consagra una vez más campeón de la liga con Malvín promediando 17.3 puntos por partido, otra vez fue convocado a la selección donde repitió medalla de bronce en el Sudamericano, en el 2011-12 fue protagonista pero esta vez cayó derrotado por Hebraica y Macabi en la final, Fernando tuvo un buen año promediando 15.0 puntos por juego, en la temporada número 7 con Malvín el equipo no consiguió llegar a la final, perdiendo con Aguada en la semifinal, en la temporada 2013-14 volvió a ser campeón con Malvín pero su rendimiento decayó promediando 10.2 puntos en 38 partidos y en la última temporada 2014-15 consiguió su segundo título consecutivo y cuarto en total todos con la camiseta de Malvín.       

### Selección nacional
Estuvo en la selección de Uruguay en dos oportunidades donde las dos veces consiguió medalla, la primera aparición con la selección fue en el 2007 en el panamericano donde salió desde el banco para aportar puntos y darle una mano al equipo en defensa en esa misma oportunidad su selección obtuvo un tercer puesto y por lo tanto una medalla de bronce, en su segunda y última aparición con la selección fue en un sudamericano en el 2010 donde el equipo repitió el tercer lugar, con un gran desempeño del "Enano" Martínez.